# Bhavacsakra

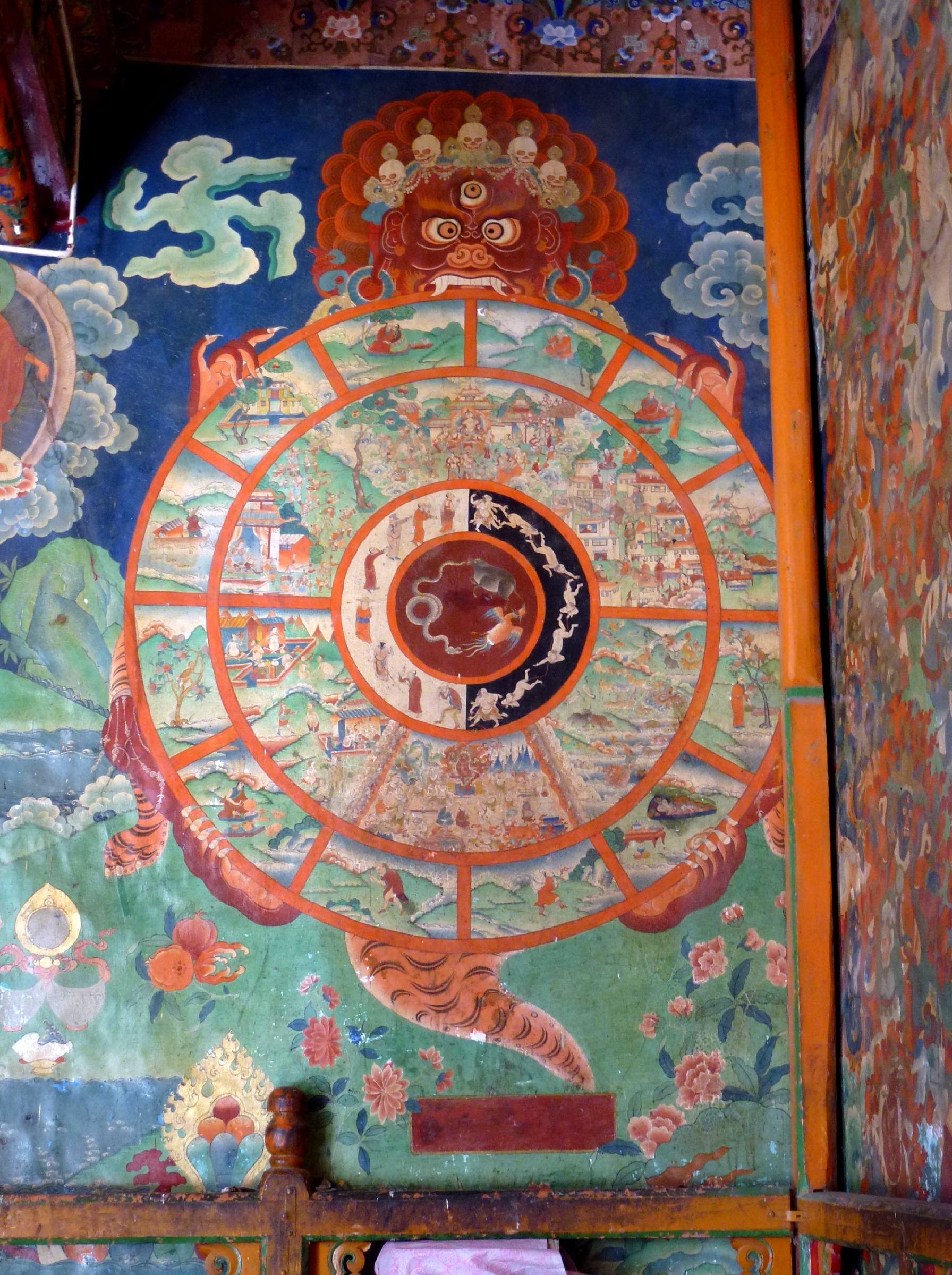
Bhavacsakra festmény a tibeti Szera kolostorban

A bhavacsakra (szanszkrit; páli: bhavacsakka; tibeti: szrid pa'i 'khor lo) a szamszára (körforgás-szerű újjászületések sorozata) szimbolikus ábrázolása a tibeti buddhista templomok és kolostorok külső falain, az indo-tibeti régióban. A mahájána buddhista hagyományban úgy tartják, hogy a képet Buddha maga tervezte azért, hogy a közönséges emberek könnyebben megértsék a tanításait.
A bhavacsakra népszerű elnevezése az élet kereke, a létezés kereke vagy létkerék.

## Eredete
A legenda szerint a bhavacsakra első ábrázolását maga Buddha teremtette és a Divjávadána buddhista antológia egyik története meséli el, miképp jutott el ez az ábrázolás Rudrájana királyhoz.
Tibet és India szinte összes tibeti buddhista templomának külső falára fel van festve a bhavacsakra. Dzongszar Dzsamjang Khjence Rinpocse állítása szerint:
|  | „Az az egyik oka, hogy az élet kerekét felfestették a kolostorok oldalára és a belső falakra is (amelyet egyébként Buddha maga is támogatott), hogy az élet és az észlelés legalapvetőbb buddhista filozófiáját tanítsa az egyszerűbb farmerek és állattenyésztők számára. Emiatt az életkeréken található képek kifejezetten az átlagemberhez szólnak.” |
|  | |

## Az ábra magyarázata
Az ábra főbb részei: 

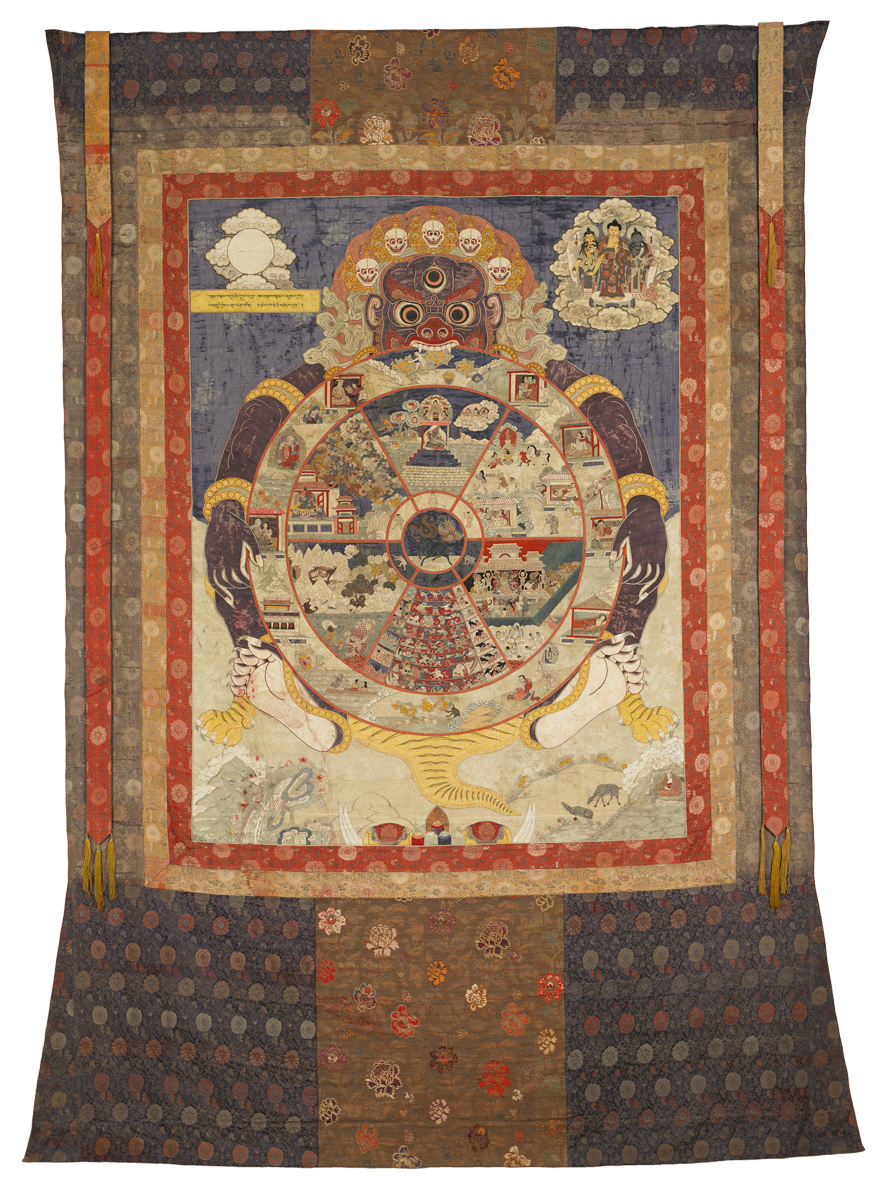
Bavacsakrát ábrázoló hagyományos tibeti thangka - jelenlegi helye: Birminghami Művészeti múzeum (USA).

1. A kerék közepén található kép a nem-tudás (vagy tévelygés), a ragaszkodás és a gyűlölet három mérge található.
2. A második réteg a karmát ábrázolja.
3. A harmadik réteg a szamszára hat birodalmát ábrázolja.
4. A negyedik réteg a függő keletkezés 12 oksági láncszemét ábrázolja.
5. A kereket tartó félelmetes alak az állandótlanságot jelképezi.[5]
6. A kerék fölötti hold a szamszárától vagy „létforgatagtól” való megszabadulás szimbóluma.
7. A holdra mutató Buddha azt jelképezi, hogy a megszabadulás lehetséges.

A belső három kör kifelé haladva szimbolikusan azt ábrázolja, hogy a három méregből üdvös és ártó cselekedetek fakadnak. Ezeket a cselekedeteket és következményeiket nevezik karmának, amelyek a hat birodalomban való újjászületésekhez vezetnek. Ezek a birodalmak különböző szenvedéstípusokat jelentenek.
A negyedik és az azon kívüli rétegek a függő keletkezés tizenkét oksági láncolatát ábrázolják és azt mutatják meg, hogy a szamszárában hogyan okozzák a szenvedés forrásai a létesüléseket.

## A hat birodalomról röviden
Az érzéki vágyak birodalmába a következő hat birodalom tartozik:

### A három magasabb birodalom
- Dévák (szanszkrit, páli: déva) vagy istenek birodalma - A dévák birodalma az örömök világa, amelynek hátránya az, hogy a dolgok annyira kényelmesek, hogy a lakói teljesen elhanyagolják a megvilágosodásra való törekvést. Ehelyett fokozatosan felélik az összegyűlt jó karmáikat, ami miatt végül alacsonyabb birodalmakban születnek újjá.
- Aszúrák vagy féltékeny istenek vagy félistenek (szanszkrit, páli: aszúra) birodalma - Az aszúra birodalom lakói a félistenek. Folyamatosan féltékenyek, irigyek, őszintétlenek, küzdenek és háborúskodnak egymással. Úgy születhettek ebbe a birodalomba, hogy emberként jó szándékaik voltak de rossz cselekedetekkel párosultak mások bántása által. Az alacsonyabb szinteken lévő aszúrák rosszindulatúak (mint például Mára) és inkább nevezhetők démonnak. Másik elnevezésük a Raksasza.
- Emberek (szanszkrit: manuṣya, páli: manussa) birodalma - Az emberek birodalmát (más néven manusja birodalom) a vágyak, az érzelmek, a kétség és a büszkeség jellemzi. A buddhisták az összes lehetséges újjászületés közül az emberként történő újjászületést tartják a legüdvösebbnek, ugyanis ebben a birodalomban lehetséges a szamszárából történő megszabadulás a jelenlegi vagy jövőbeli életekben (az anágámik részére a déva birodalomban történik a megszabadulás).

### A három alacsonyabb birodalom
- Állatok (szanszkrit: tiryagyoni, páli: tiracchānayoni) birodalma - Az állatok birodalmára (más néven Tirjag-joni birodalom) az ostobaság és az előítélet erős tudatállapota jellemző, amelyek az előző életekben kerültek felhalmozásra. A buddhisták úgy tartják, hogy ebbe a birodalomba tartoznak a Föld állatai. Az állatok úgy látják az embereket, ahogy az aszúrák a dévákat.
- Éhes szellemek (szanszkrit: préta, páli: petta) birodalma - Az éhes szellemek birodalmát az erős tulajdonlás és vágy jellemzi, amelyek az előző életekben kerültek felhalmozásra. Azokat az érző lényeket, akik ebben a birodalomban élnek úgy nevezik, hogy "éhes szellemek". Folyamatosan rendkívül éhesek és szomjasak, de nem képesek kielégíteni szükségleteiket. A bhavacsakra tibeti ábrázolásában ezeket a lakókat szűk nyakkal és hatalmas hassal jelenítik meg. Ez azt jelenti, hogy a vágyaik kínozzák őket, de nincs esélyük arra, hogy azokat kielégítsék.
- Pokollakók (szanszkrit: naraka, páli: niraya) birodalma - A naraka birodalmat vagy "poklok birodalmát" a gyűlölet jellemzi, amelyek az előző életekben kerültek felhalmozásra. A buddhizmusban a pokol jelentősen eltér az egyistenhitekben szereplő pokloktól, ugyanis a buddhizmus nézete szerint az aki a pokolban születik újjá nem örökre marad ott (kivételt jelent a júdaizmus, amelyben a pokolra került lelkek bűneit megtisztítja a tűz és felkerülhetnek a mennyországba). A narakákban addig maradnak a lakók, amíg a rossz karmáikat fel nem élik, amely után magasabb birodalmakban születnek újjá.

Ezek a birodalmak értelmezhetők pszichológiai szintként vagy a buddhista kozmológia részeként.
A kerék olykor csak öt birodalmat ábrázol, ilyenkor az isteneket és a félisteneket egyetlen birodalom jeleníti meg.

## A külső körben található tizenkét oksági láncszem
A kerék külső karimája tizenkét részre van osztva, amely a függő keletkezés tizenkét oksági láncszemét ábrázolja. Ezek a következők:
| 1. tévelygés                       |  | (páli: avidjá)                           |
| 2. mentális késztetések/szándékok  |  | (páli: szankhára szanszkrit: szamszkára) |
| 3. megkülönböztető tudatosság      |  | (páli: vidzsnyána)                       |
| 4. név és forma                    |  | (páli: námarúpa)                         |
| 5. hat érzékszerv                  |  | (páli: sadájatana)                       |
| 6. kapcsolódások                   |  | (páli: phassza)                          |
| 7. érzések                         |  | (páli: vedaná)                           |
| 8. sóvárgás/vágyak                 |  | (páli: tanhá)                            |
| 9. ragaszkodás                     |  | (páli: upádána)                          |
| 10. születési tényezők létrehozása |  | (páli: bhava)                            |
| 11. születés                       |  | (Pali: dzsáti)                           |
| 12. az összes szenvedés            |  | (páli: dzsarámarana)                     |

## Feliratok
A bhavacsakrák gyakran tartalmaznak pársoros feliratokat, amelyek azt magyarázzák, hogy milyen folyamatok tartják az érző lényeket a szamszárában, illetve, hogyan állítható meg és fordítható vissza ez a folyamat.

## Fordításai
A bhavacsakra magyar fordításai:
- a létezés kereke[1]
- a létkerék[1]
- a létesüléskerék
- az élet kereke[2]
- az életkerék[1]
- az újraszületés kereke[1]

## Galéria

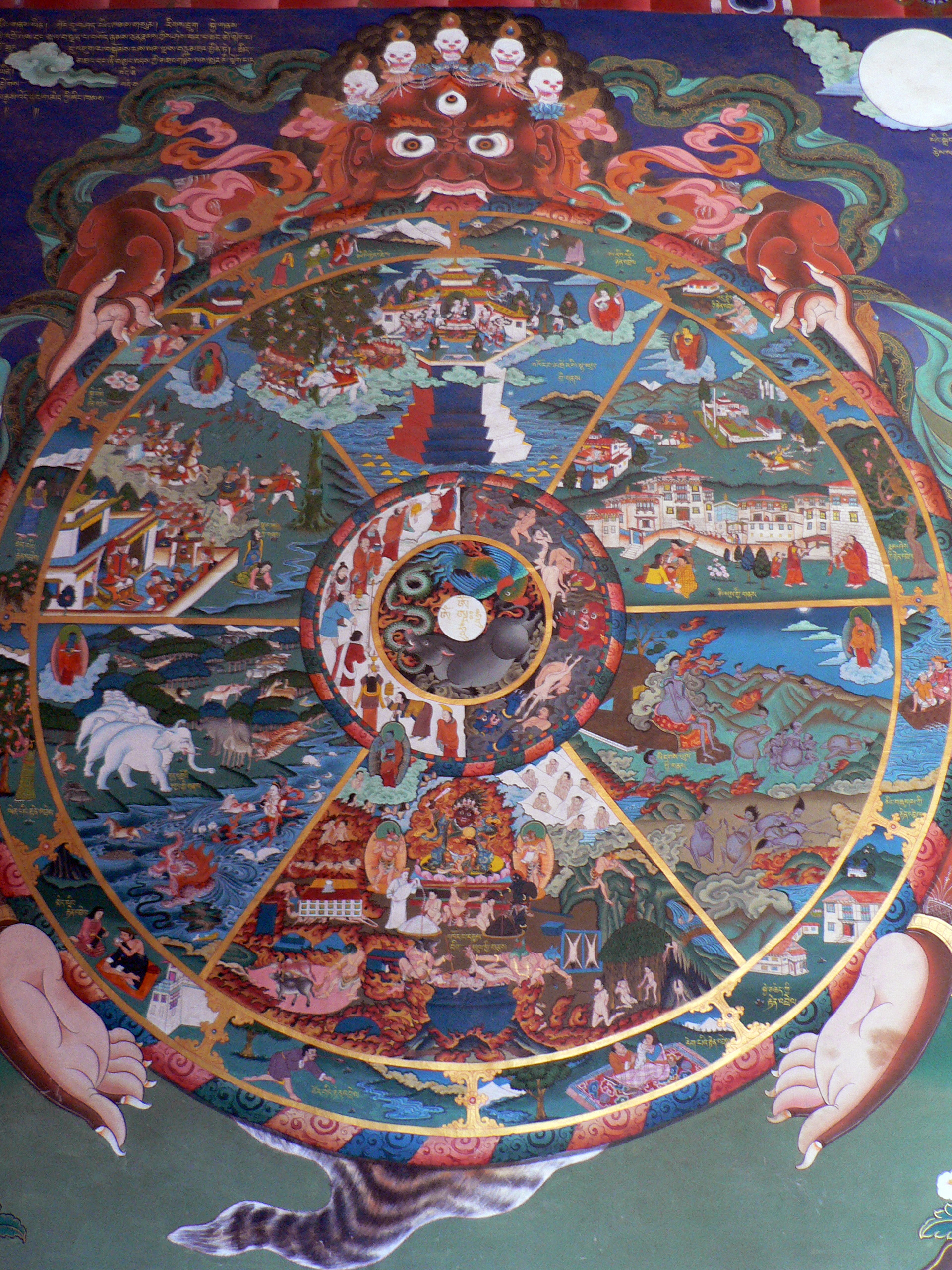
Bhutáni bhavacakra festmény.
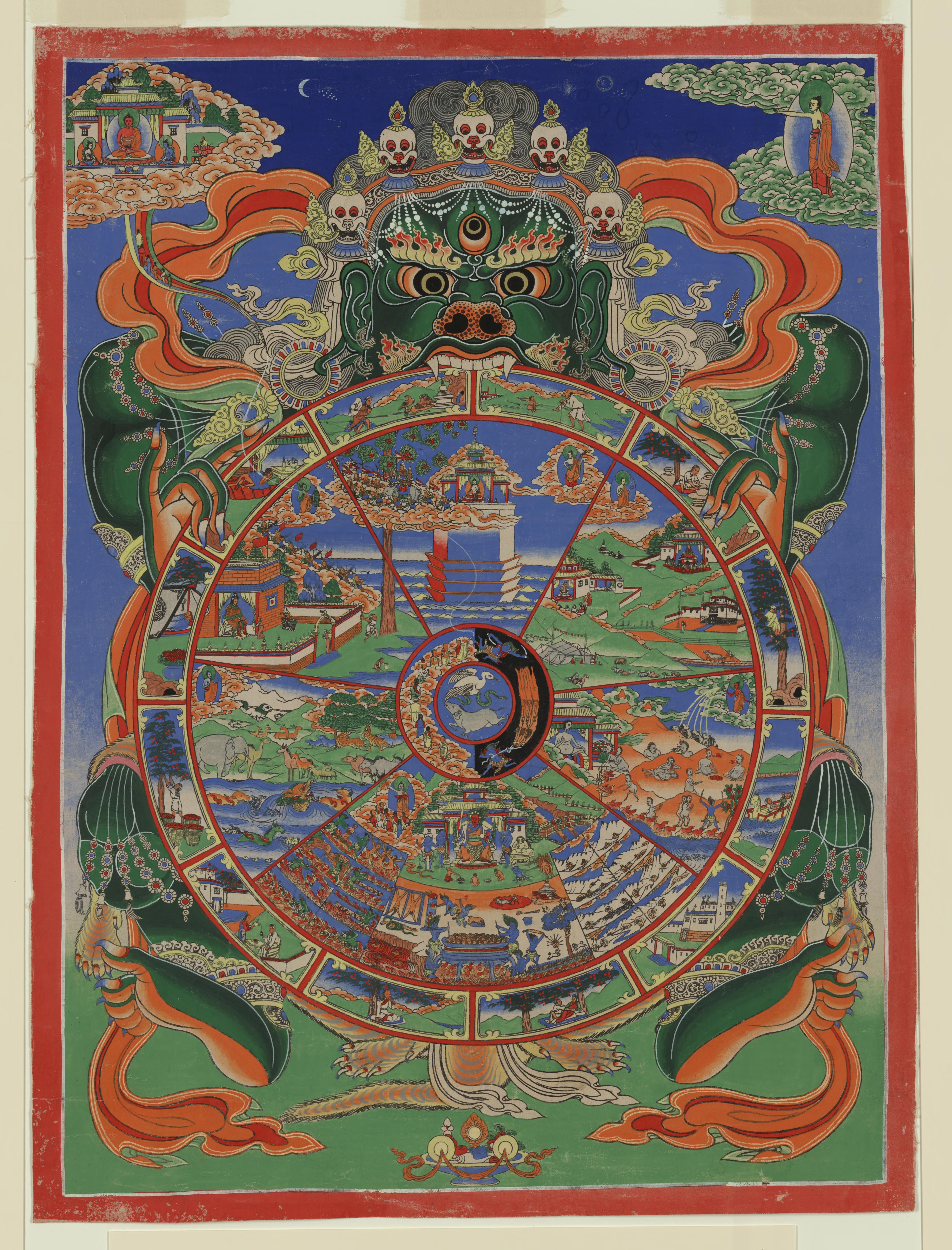
Bhavacsakrát ábrázoló festmény.
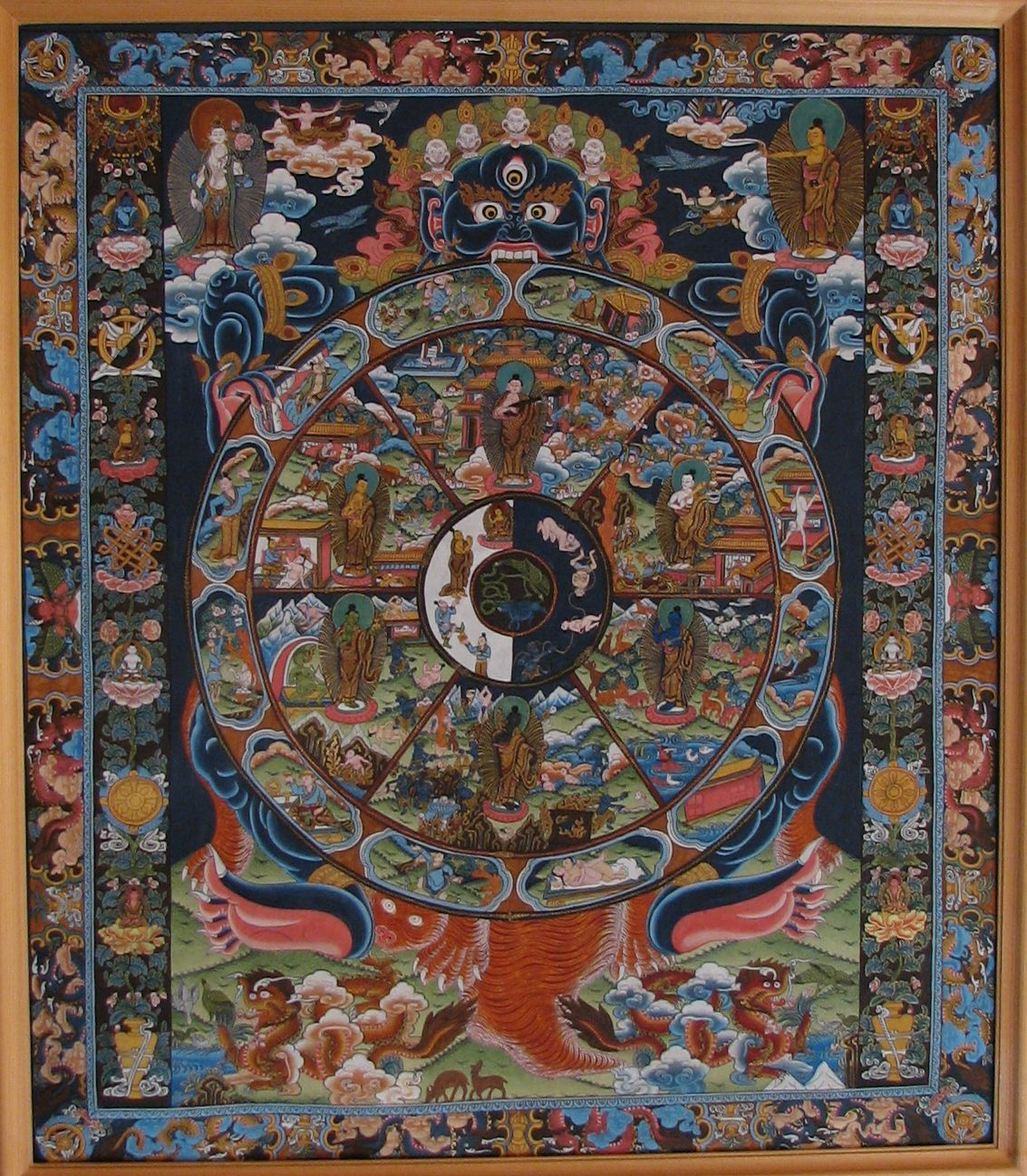
Egy bhavacsakra, amelynek minden birodalmában szerepel Avalókitésvara bodhiszattva egy emanációja.

### Angol nyelvű irodalom
- Bhikkhu Khantipalo (1995-2011). The Wheel of Birth and Death. Access to Insight.
- Chögyam Trungpa (1999). The Myth of Freedom and the Way of Meditation. Shambhala
- Chögyam Trungpa (2000). The Tibetan Book of the Dead: The Great Liberation through Hearing in the Bardo. Shambhala
- Donath, Dorothy C.. Buddhism for the West: Theravāda, Mahāyāna and Vajrayāna; a comprehensive review of Buddhist history, philosophy, and teachings from the time of the Buddha to the present day. Julian Press (1971). ISBN 0-07-017533-0
- Dzongsar Khyentse (2005). Gentle Voice #23, April 2005 Issue.
- Epstein, Mark (2004). Thoughts Without A Thinker: Psychotherapy from a Buddhist Perspective. Basic Books. Kindle Edition.
- Gampopa (1998). The Jewel Ornament of Liberation: The Wish-Fulfilling Gem of the Noble Teachings, by Gampopa, translated by Khenpo Konchog Gyaltsen Rinpoche. Snow Lion.
- Goodman, Steven D. (1992). "Situational Patterning: Pratītyasamutpāda." Footsteps on the Diamond Path, Crystal Mirror Series I-III. Dharma Publishing.
- Gethin, Rupert (1998). Foundations of Buddhism. Oxford: Oxford University Press. ISBN 0-19-289223-1.
- Karunaratne, T. B. (2008). The Buddhist Wheel Symbol. Buddhist Publication Society. (http://www.bps.lk/olib/wh/wh137.pdf)
- Khandro Rinpoche (2003). This Precious Life. Shambala
- Patrul Rinpoche (1998). The Words of My Perfect Teacher, translated by the Padmakara Translation Group. Altamira.
- Ringu Tulku (2005). Daring Steps Toward Fearlessness: The Three Vehicles of Tibetan Buddhism. Snow Lion.
- Simmer-Brown, Judith (1987). "Seeing the Dependent Origination of Suffering as the Key to Liberation." Journal of Contemplative Psychotherapy, VOLUME IV. The Naropa Institute. (ISSN 0894-8577)
- Thrangu Rinpoche (2001). The Twelve Links of Interdependent Origination. Nama Buddha Publications.
- Thubten Chodron. Articles & Transcripts of Teachings on Lamrim: The Gradual Path to Enlightenment. Dharma Friendship Foundation.
  - Thubten Chodron (1993). The Twelve Links – Part 1 of 5 (PDF)
  - Thubten Chodron (1993). The Twelve Links – Part 2 of 5 (PDF)